# Luhove, Novi Sanjarî
Luhove (în ucraineană Лугове) este un sat în comuna Suha Maiacika din raionul Novi Sanjarî, regiunea Poltava, Ucraina.

## Demografie
Componența lingvistică a localității Luhove
     Ucraineană (95,58%)
     Alte limbi (0,55%)
Conform recensământului din 2001, majoritatea populației localității Luhove era vorbitoare de ucraineană (95,58%), existând în minoritate și vorbitori de alte limbi.